# Калиниченко, Борис Алексеевич
Борис Алексеевич Калиниченко (11 сентября 1925 — 29 марта 2002) — водитель Таганрогского производственного объединения грузового автотранспорта министерства автомобильного транспорта РСФСР, Герой Социалистического Труда (1971).

## Биография
Родился в 1925 году в Таганроге, в семье рабочего. В 1941 году окончил десять классов Таганрогской средней школы № 2.
В период Великой Отечественной войны, с 1943 года, воевал телефонистом роты связи 312-го гвардейского стрелкового полка 109-й гвардейской стрелковой дивизии 2-го Украинского фронта. Гвардии рядовой. Награждён двумя медалями «За отвагу».
Демобилизовавшись вернулся в Таганрог. В 1948 году поступил на работу водителем в «Союззаготтранс», позднее автоколонна № 1192.
С 1950 года постоянно участвовал в уборке урожая. В 1954 году назначен бригадиром молодёжно-комсомольской бригады. Принимал участие в перевозках урожая на полях Ростовской, Омской, Белгородской областей и других регионов Советского Союза. Одним из первых начал применять прицепы к автомобилю, что дало экономическую эффективность. В 1966 году за высокие показатели был удостоен ордена Ленина.
Указом Президиума Верховного Совета СССР от 4 мая 1971 года за достижение высоких показателей в перевозке грузов народного хозяйства Борису Алексеевичу Калиниченко было присвоено звание Героя Социалистического Труда с вручением ордена Ленина и медали «Серп и Молот».
Делегат XIII, XIV, XV съездов профсоюзов. Избирался членом Ростовского обкома[уточнить], профсоюзов, членом ЦК профсоюза министерства транспорт, членом Таганрогского Горкома КПСС (1981—1983).
Имея трудовой стаж более 50 лет, вышел на заслуженный отдых.
Проживал в Таганроге. Умер 29 марта 2002 года. Похоронен на Аллее славы на новом кладбище в Таганроге.

## Награды
За трудовые и боевые успехи был удостоен:
- золотая звезда «Серп и Молот» (04.05.1971)
- два ордена Ленина (1966, 04.05.1971)
- Орден Отечественной войны II степени (11.03.1985)
- Медаль «За отвагу» (СССР)
- Медаль «За отвагу» (СССР)
- Медаль Жукова
- Серебряная медаль ВДНХ
- Почётный авторанспортник (01.11.1977)